# 南行橋駅
南行橋駅（みなみゆくはしえき）は、福岡県行橋市泉中央二丁目にある、九州旅客鉄道（JR九州）日豊本線の駅である。

## 歴史
- 1988年（昭和63年）3月13日：九州旅客鉄道により開設[1]。
- 2001年（平成13年）3月20日：自動改札機を設置し、供用開始[3]。
- 2009年（平成21年）3月1日：ICカードSUGOCAの利用を開始[4]。
- 2022年（令和4年）
  - 3月11日：きっぷ売り場の営業を終了[2]。
  - 3月12日：無人化[2]。

## 駅構造
相対式ホーム2面2線を持つ地上駅。無人駅。

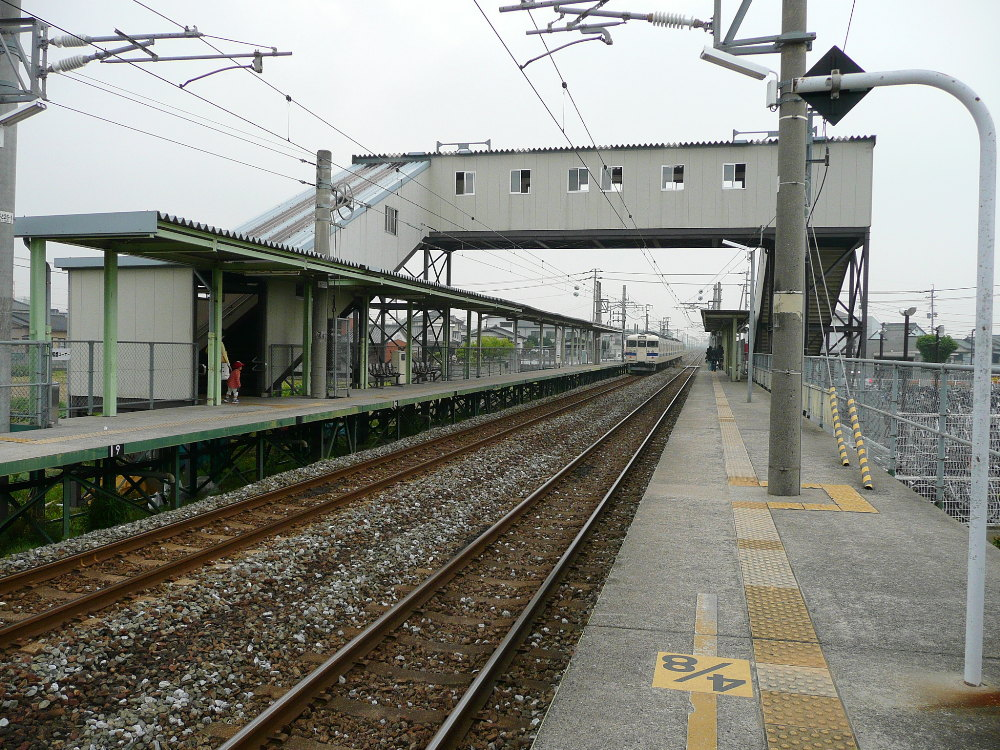
ホーム（2007年5月）

2022年3月12日まではJR九州鉄道営業が駅業務を行う業務委託駅であった。SUGOCA対応の自動改札機が設置されている。なお、かつては磁気券専用の簡易自動改札機と簡易SUGOCA改札機が設置されていた。SUGOCAの利用が可能であり、チャージや無記名SUGOCAの発売も行っている。

### のりば
| のりば | 路線      | 方向 | 行先                              |
| ------ | --------- | ---- | --------------------------------- |
| 1      | ■日豊本線 | 上り | 行橋・小倉・門司港方面 / 下関方面 |
| 2      | ■日豊本線 | 下り | 中津・柳ケ浦・宇佐方面            |

## 利用状況
住宅地の中にある駅であり、行橋高等学校、京都高等学校の最寄り駅であることから、通学時間帯は高校生でにぎわう。行橋市南部は北九州都市圏の経済圏に属すため、ラッシュ時には小倉方面を中心に利用客が多い。
2023年度の乗車人員は1,221人/日である。
| 年度   | 1日平均 乗車人員 |
| ------ | ---------------- |
| 2016年 | 1,348            |
| 2017年 | 1,357            |
| 2018年 | 1,353            |
| 2019年 | 1,317            |
| 2020年 | 1,122            |
| 2021年 | 1,192            |
| 2022年 | 1,226            |
| 2023年 | 1,221            |

## 駅周辺

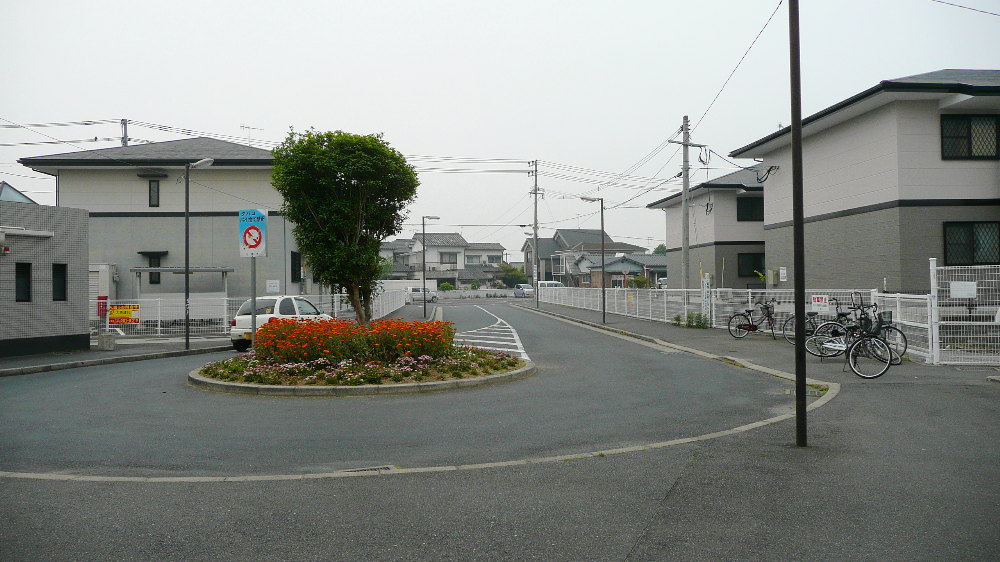
駅前（2007年5月）

辺りは行橋市郊外の住宅街である。
- 平成筑豊鉄道田川線令和コスタ行橋駅
- 福岡県立行橋高等学校[1]
- 福岡県立京都高等学校[1]
- ゆめタウン南行橋店
- 行橋市立泉小学校
- 行橋市立泉中学校
- スーパーセンタートライアル行橋店

## 隣の駅
九州旅客鉄道（JR九州）
■日豊本線
■快速
通過
■普通
行橋駅（JF10） - 南行橋駅 - 新田原駅